# Gomphus vulgatissimus
Gomphus vulgatissimus е вид водно конче от семейство Gomphidae. Видът не е застрашен от изчезване.

## Разпространение и местообитание
Разпространен е в Австрия, Албания, Беларус, Белгия, Босна и Херцеговина, България, Великобритания, Германия, Гърция, Дания, Европейска част на Русия, Естония, Испания, Италия, Казахстан, Латвия, Литва, Люксембург, Нидерландия, Норвегия, Полша, Северна Македония, Румъния, Словакия, Словения, Сърбия (Косово), Туркменистан, Турция, Украйна (Крим), Унгария, Финландия, Франция, Хърватия, Черна гора, Чехия, Швейцария и Швеция.
Среща се на надморска височина от 5,8 до 95,7 m.

## Описание
Популацията на вида е стабилна.